# Kina-sut-kamuy
Kina-sut-kamuy est chez les Aïnous un kamuy (dieu) des serpents. Il est bienveillant et est appelé en protecteur contre différentes calamités.
Il peut contrôler le comportement des serpents. Ainsi ceux qui le vénèrent seront protégés des morsures des serpents.
Les serpents sont dans la mythologie aïnoue considérés comme mauvais. Ils apporteraient des maladies et certaines personnes seraient possédées par eux. Des cérémonies d'exorcisme ont alors lieu en invoquant Kina-sut-kamuy.